# Damase II
Pour les articles homonymes, voir Damase.
Damase II (Poppo von Brixen), né en Bavière, est le 151e pape de l'Église catholique pendant 23 jours, soit le septième plus court pontificat, du 17 juillet au 9 août 1048. Il meurt à Palestrina, probablement de la malaria.
Il est élevé au trône pontifical par l'empereur du Saint-Empire Henri III, sans avoir été élu.
Ses restes se trouvent à la basilique Saint-Laurent-hors-les-Murs.

## Biographie
Damase II (mort le 9 août 1048), de son nom Poppo von Brixen, fut pape du 17 juillet 1048 jusqu'à sa mort le 9 août de la même année. Il fut le deuxième des pontifes allemands désignés par l'empereur du Saint-Empire Henri III. Originaire de Bavière, il fut le troisième Allemand à devenir pape et fut un des papes qui régna le moins longtemps. Il était évêque de Brixen lorsque l'empereur l'éleva à la papauté.

## Nomination par l'empereur
En intervenant contre le pape Grégoire VI et en installant à sa place Clément II, Henri III avait manifesté sa puissance impériale contre les Romains. Il n'est donc pas étonnant que le jour de Noël 1047, ceux-ci lui aient envoyé un émissaire pour lui apprendre la mort de Clément II et lui demander, en sa qualité de patrice des Romains, de lui donner un successeur. Henri III se trouvait engagé dans une campagne indécise en Frise, et c'est dans son palais de Pöhlde en Saxe que les délégués le trouvèrent. Conformément à leurs instructions, ils suggérèrent comme candidat approprié Halinard de Sombernom, archevêque de Lyon, qui parlait couramment l'italien, et était fort respecté à Rome.
Henri ne voulait pas précipiter les choses, et il demanda à Wazon de Liège, l'évêque le plus indépendant au sein de l'Empire, de dire qui selon lui méritait d'être pape. Après un examen consciencieux, Wazon déclara que le meilleur candidat pour le trône pontifical vacant était celui que l'empereur avait déchu, Grégoire VI. Les discussions avec Wazon prirent du temps, et Henri perdit patience et nomma Poppo von Brixen, évêque de Brixen, dans le Tyrol, un homme de valeur et fort instruit qui avait participé au synode de Sutri. Cette décision contraria les Romains, qui souhaitaient toujours que Halinard devînt le nouveau pape. Néanmoins, Henri renvoya chez eux les délégués romains avec des cadeaux pour qu'ils préparassent l'arrivée de leur nouveau pape.